# Aimée Davout

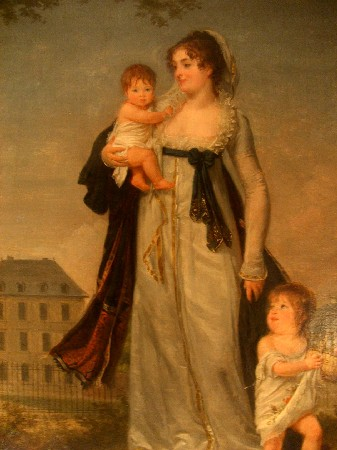
Aimée Davout

Aimée Davout, geborene Louise-Aimée-Julie Leclerc (* 16. Juni 1782 in Pontoise, heutiges Département Val-d’Oise, Burgund; † 16. Dezember 1868 in Paris) stammte aus reichem französischen Bürgertum. Viele Male überschnitten sich die Wege ihrer Familie mit denen der Familie Napoleon Bonapartes. In den 86 Jahren ihres Lebens wurde sie Zeitzeugin großer Ereignisse der französischen Geschichte.

## Herkunft

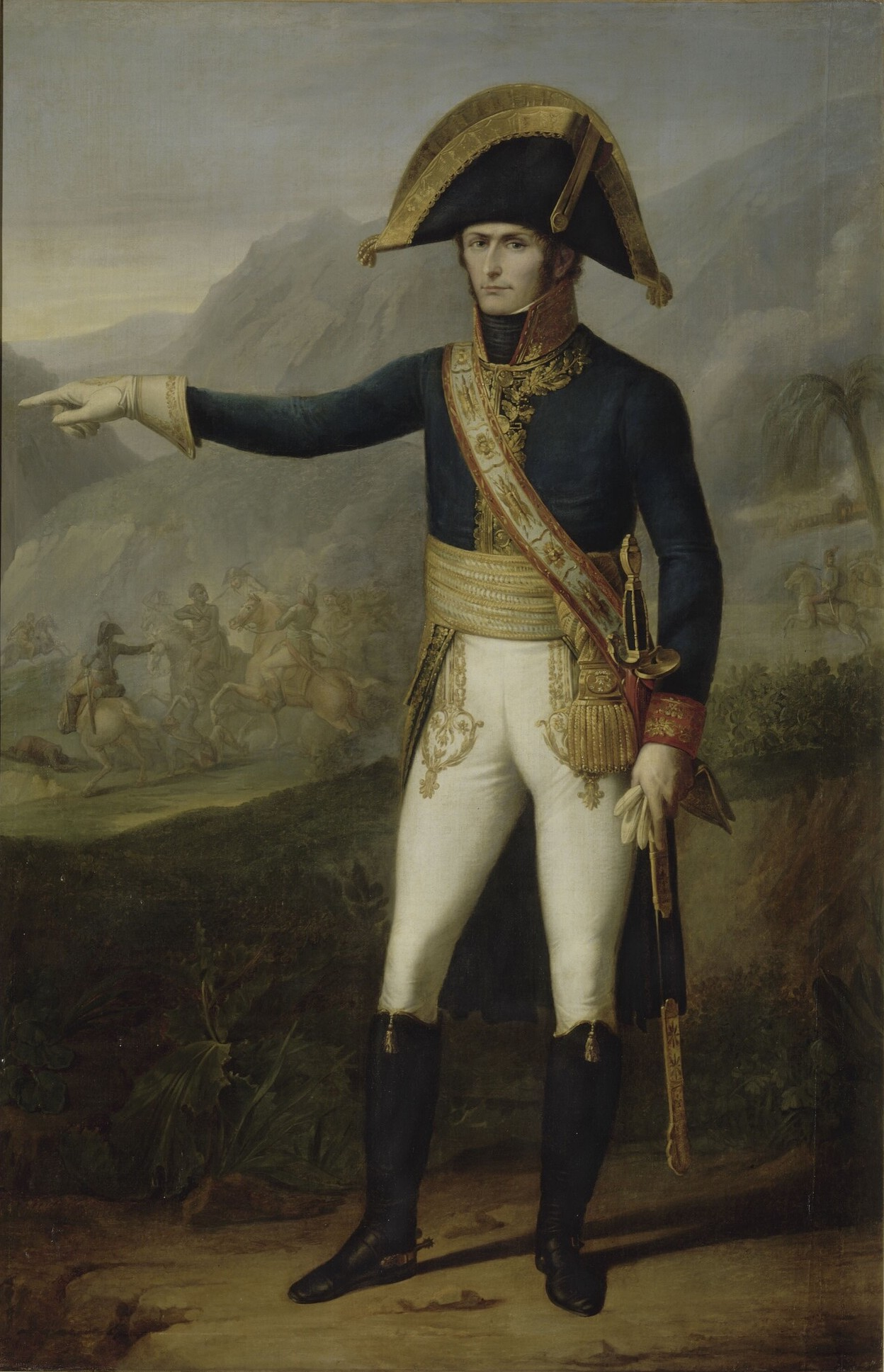
Charles Victoire Emmanuel Leclerc

Aimée Leclerc wurde am 16. Juni 1782 als Tochter von Marie Jeanne Musquinet (* 1743) und Jean-Paul Leclerc (1735–1790) in Pontoise geboren. Ihr Vater führte ein großes Getreide- und Salzlager und besaß das königliche Privileg des Salzhandels. Er hatte sein großes Vermögen in der Zeit vor der Revolution gemacht. Aimée war das vierte und letzte Kind ihrer Eltern. Ihre Geschwister waren Jean Louis Leclerc (1767–1822), Jean (in früher Kindheit gestorben), Nicolas Marin Leclerc (1770–1820), Victoire Emmanuel Leclerc (1772–1802, ⚭ Pauline Bonaparte) und Françoise Charlotte (1776–1853, ⚭ General Louis de Friant).

## Kindheit und Jugend
Die Kindheit Aimée Leclercs war von der französischen Revolution geprägt. Aimée besuchte die Pfarrschule der einzigen Kirche in Pontoise, die nicht zerstört oder zu Ställen umfunktioniert worden war. Die Sansculottes hatten nicht nur Kirchen zerstört, sondern auch die Salz- und Getreidespeicher von Jean-Paul Leclerc geplündert. Dinge, die an das alte Regime erinnerten, wurden in einem Freudenfest auf öffentlichen Plätzen verbrannt. Ein Infanterieregiment sorgte in Pontoise wieder für Ordnung. Die Zerstörung seines Lebenswerkes führte möglicherweise zu dem plötzlichen Tod von Aimée Leclercs Vater im Alter von 55 Jahren. Aimées Bruder Victoire Emmanuel Leclerc übernahm die Aufgabe als Familienoberhaupt und wurde der Vormund Aimées.
Ab ihrem 15. Lebensjahr wurde Aimée Leclerc im Mädchenpensionat Campan in Saint-Germain-en-Laye ausgebildet. Das Pensionat war 1794 von Henriette Campan, der ehemaligen Kammerfrau Marie-Antoinettes gegründet worden. Hier wurden Töchter reicher bürgerlicher und auch adliger Familien ausgebildet. Caroline Bonaparte, eine jüngere Schwester Napoleons, und Hortense de Beauharnais, die Tochter von Joséphine de Beauharnais, besuchten das Pensionat zur gleichen Zeit wie Aimée Leclerc.

## Heirat

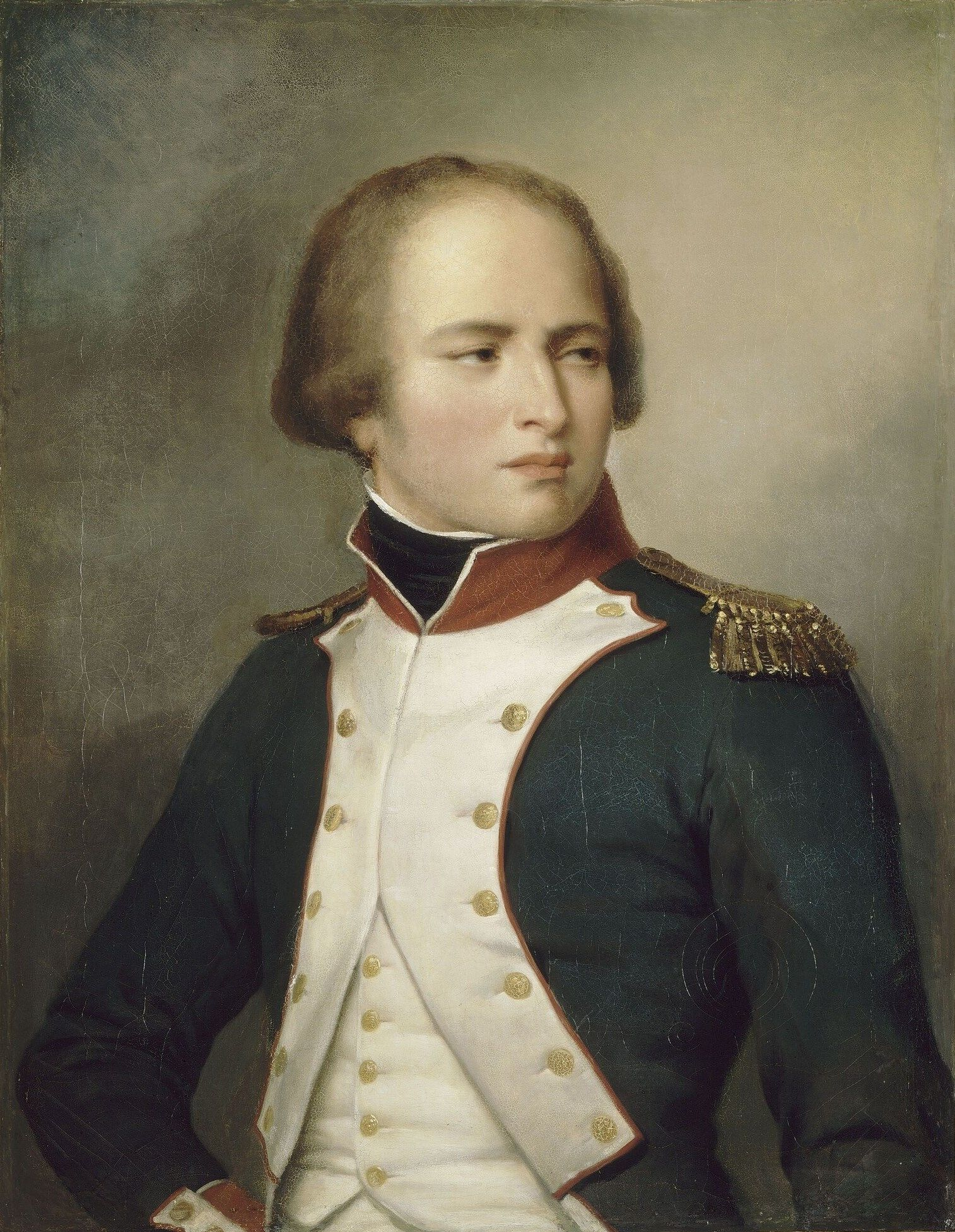
Louis-Nicolas Davout

Aimées Bruder, General Victoire Emmanuel Leclerc, war ein Schwager Napoleons. Im Jahr 1801 wurde Leclerc von Napoleon beauftragt, mit einer Invasionsarmee zum französischen Teil der Insel Hispaniola (Santo Domingo) aufzubrechen, um dort den schwarzen General Toussaint Louverture zu entmachten. Da Leclerc mit einer mehrjährigen Abwesenheit rechnete, wollte er die Zukunft seiner jüngsten Schwester gesichert wissen. Er hatte während des Ägyptenfeldzuges Freundschaft mit General Louis-Nicolas Davout geschlossen. Davout stammte aus altem burgundischen Adel und hatte eine hervorragende Position beim Militär. Leclerc machte seine 19-jährige Schwester mit dem 31-jährigen Davout bekannt. Die beiden fanden Gefallen aneinander. So fand die Trauung am 9. November 1801 in Paris in Anwesenheit von Napoleon Bonaparte und seiner Frau Joséphine de Beauharnais statt.

## Familienleben in Kriegszeiten
In Santo Domingo erkrankte General Leclerc, Aimée Davouts Bruder, am Gelbfieber und starb zum Kummer der ganzen Familie am 2. November 1802. Aimée Davout sah die Schuld bei Napoleon, der seine Truppen in Santo Domingo schlecht versorgt hatte. Mit General Leclerc waren 22000 seiner Soldaten am Gelbfieber gestorben.
Die Kriege, die Napoleon in Europa führte, bestimmten das Familienleben der Davouts. Während der ersten 14 Jahre ihrer Ehe lebten Aimée und Louis-Nicolas Davout überwiegend getrennt voneinander. Frankreich befand sich in dieser Zeit nur 18 Monate lang nicht im Krieg. Fast täglich gingen Briefe zwischen den Eheleuten in diesen Jahren hin und her. Ein Teil der Briefe ist erhalten und zeigt zwei Menschen, die einander sehr zugeneigt waren. Auch alle Dinge des Alltags wurden per Brief zwischen ihnen besprochen.
Die Ergebenheit Louis-Nicolas Davouts gegenüber Napoleon teilte Aimée Davout nicht. Mehr Sympathien hegte sie für Joséphine Bonaparte, die Taufpatin der ersten Tochter von Aimée und Louis Nicolas Davout wurde. Das Kind starb schon ein Jahr später. Auch die nachfolgende Tochter erhielt den Namen Joséphine. Ein später geborener Sohn wurde Napoleon genannt.
Da Louis-Nicolas Davout selten von seinen Diensten beurlaubt wurde, durfte Aimée Davout ihn mit Zustimmung Napoleons mehrmals an den Orten seiner Stationierung besuchen. Im Dezember 1803 reiste sie nach Brügge und blieb dort bis Januar 1804. Napoleon ließ zu diesem Zeitpunkt die gesamte Küste des Ärmelkanals kontrollieren. 1808 besuchte Aimée Davout gemeinsam mit ihren Töchtern Joséphine und Adèle ihren Mann in Posen und in Warschau. Davout war zu diesem Zeitpunkt Vizegouverneur von Polen. Aimée Davout fuhr 1809 nach Wien. Marschall Davout hatte zuvor am 22. April 1809 bei Eggmühl (früher Eckmühl) die österreichischen Truppen erfolgreich geschlagen. Später wurde er von Napoleon zum Fürsten von Eckmühl und zum Herzog von Auerstedt ernannt. Wie in damaligen Zeiten üblich, trug auch die Ehefrau diese Titel. So wurde Aimée Davout La Maréchale, Princesse d'Eckmühl und Duchesse d'Auerstedt. Mit diesen Titeln waren aber keinerlei Besitztümer in Eckmühl oder Auerstedt verbunden. Nach dem Russlandfeldzug, von dem Davout mit nur wenigen seiner Soldaten lebend zurückgekehrt war, besuchte Aimée Davout ihn in Stettin.
In den Jahren von 1806 bis 1814 war die Hansestadt Hamburg von napoleonischen Truppen besetzt. Louis Nicolas Davout wurde April 1813 Generalgouverneur der hanseatischen Departements mit Sitz in Hamburg. Auch dorthin folgte Aimée Davout ihm mit den beiden Töchtern. Sie blieben vom 21. Juli bis 12. August 1813 und wohnten in dieser Zeit in einem Landhaus in Hamburg-Hamm.

## Leben in Savigny und Paris

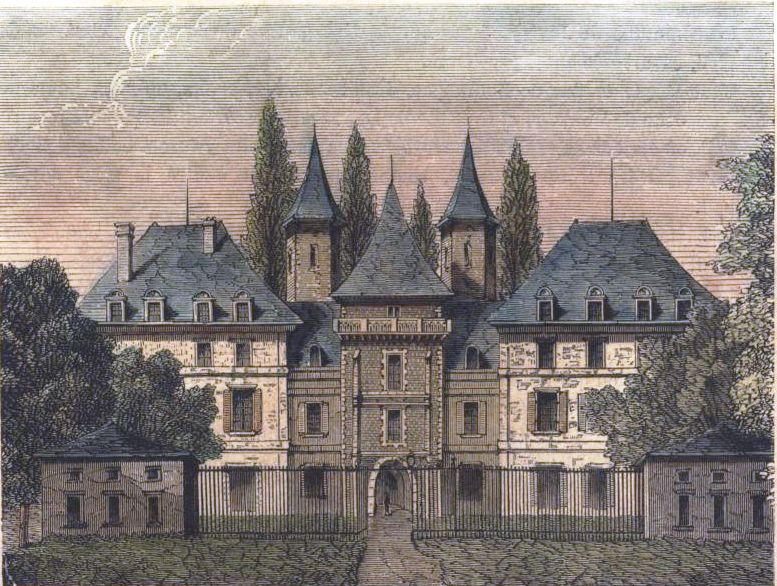
Schloss in Savigny-sur-Orge

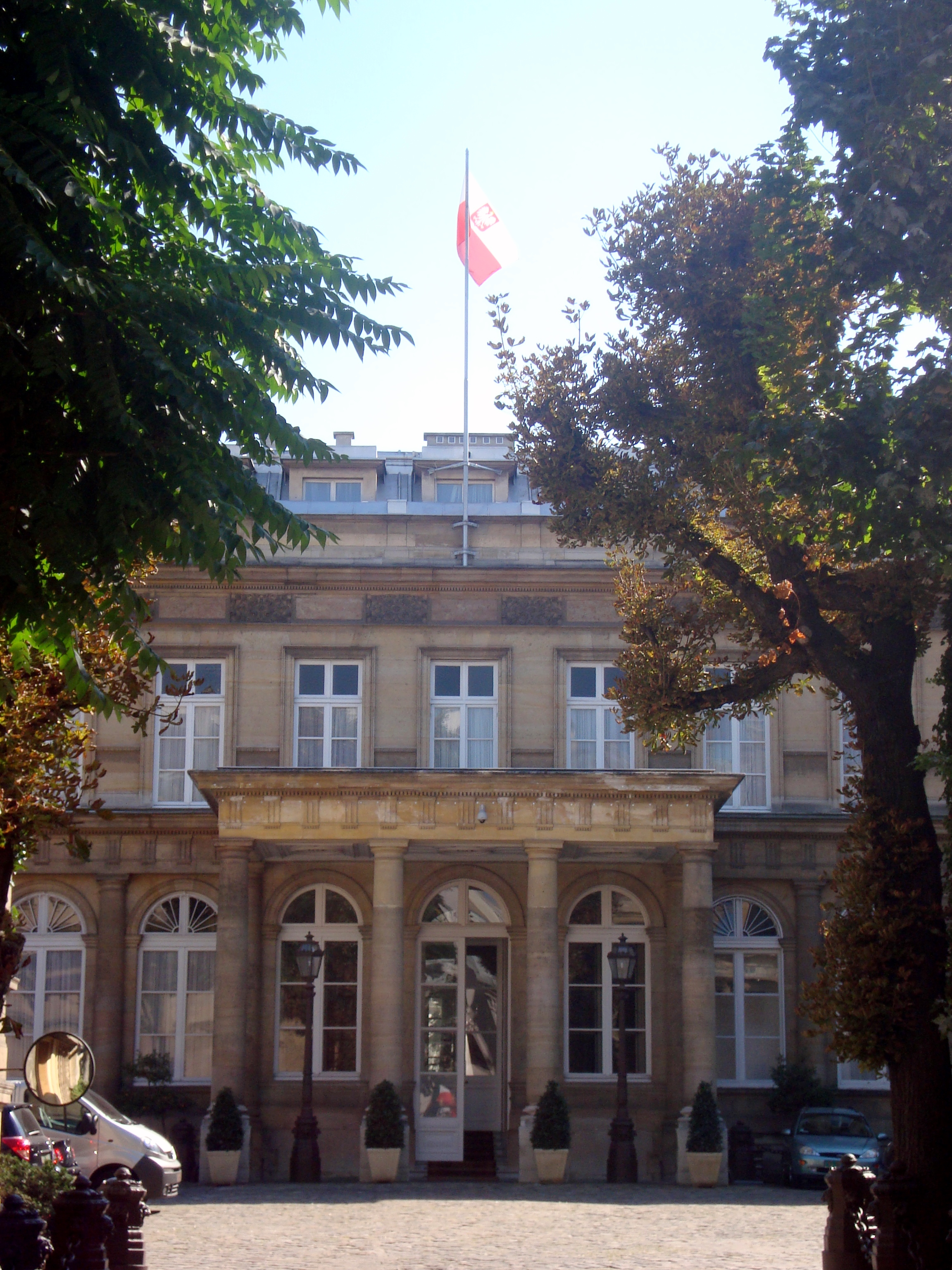
Hôtel de Monaco in Paris

Am Anfang ihrer Ehe lebten Aimée und Nicolas Louis Davout in Paris in einem Seitentrakt der Tuilerien. Da Aimée Davout aber sowohl dem höfischen Leben, wie auch dem Stadtleben gegenüber, sehr abgeneigt war, erwarben die beiden 1802 ein Schloss in Savigny-sur-Orge, das in den kommenden Jahrzehnten ihr Lebensmittelpunkt sein sollte. Dank finanzieller Zuwendungen von Napoleon war es ihnen möglich, im Januar 1808 auch das Hôtel de Monaco in der Rue Dominique in Paris zu erwerben, in dem sie ihren Repräsentationspflichten nachkommen konnten. Bei der Krönung Napoleons zum Kaiser (2. Dezember 1804) waren Aimée und Louis-Nicolas Davout in der Kathedrale Notre Dame unter den Gästen. Aber das Angebot, Hofdame von Madame Mère, der Mutter Napoleons, zu werden, lehnte Aimée Davout 1805 ab und gab dafür gesundheitliche Gründe an. In mehreren Briefen hatte sie diese Entscheidung mit ihrem Mann diskutiert und sich dagegen entschieden. Nach der Scheidung von Joséphine heiratete Napoleon im Jahr 1810 Marie Louise, die Tochter des österreichischen Kaisers. Louis-Nicolas Davout reiste gemeinsam mit Napoleon nach Compiègne, um die 18-jährige Braut abzuholen. Obwohl Aimée Davout die Scheidung Napoleons von Joséphine de Beauharnais empörte, konnte sie doch den Verpflichtungen nicht ausweichen und nahm am Empfang der jungen Braut teil. Das Kleid, das Aimée Davout während des Empfanges trug, ist heute noch im Museum von Auxerre im Salle Eckmühl zu bewundern.
Die Zeit der Trennungen ging für die Eheleute Aimée und Louis-Nicolas Davout im Jahr 1814 zu Ende. Napoleon hatte abgedankt und war auf die Insel Elba verbannt worden. Kurze Zeit danach übergab Davout die besetzte Stadt Hamburg und kehrte nach Frankreich zurück. Als Napoleon 1815 Elba wieder verließ, um nochmals die Macht in Frankreich zu ergreifen, überredete er Davout, das Amt des Kriegsministers zu übernehmen. Im August endete Napoleons Herrschaft der Hundert Tage. Davout wurde am 27. Dezember 1815 ins Exil nach Louviers verbannt. Während seines Exils hatte die Familie kein Einkommen, da Davouts Bezüge gestrichen worden waren. Der Anspruch auf Besitztümer im Ausland, die Davout von Napoleon geschenkt bekommen hatte, war verloren. Nach einem halben Jahr waren Aimée Davouts Bemühungen, die Freiheit für ihren Mann zu bewirken, schließlich erfolgreich. Davout konnte am 21. Juni 1816 zu seiner Familie nach Savigny zurückkehren. König Ludwig XVIII. gewährte Davout schließlich wieder seine Bezüge und ernannte ihn zum Marschall von Frankreich.

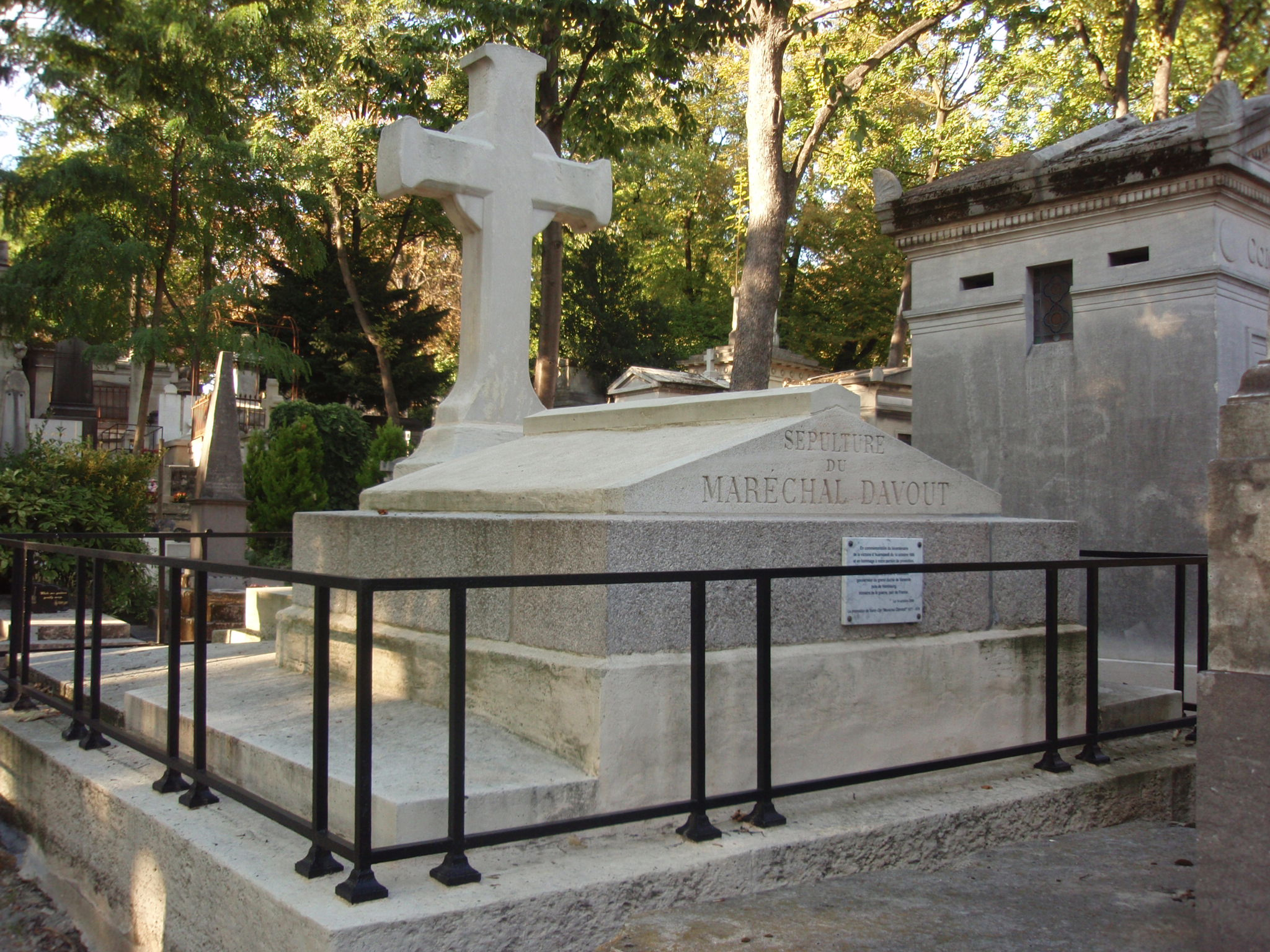
Grab von Louis-Nicolas und Aimée Davout

Louis-Nicolas Davout starb am 18. Juni 1823 in Paris im Alter von 53 Jahren. Aimée Davout lebte danach überwiegend in Savigny und verbrachte nur die Winter in Paris. Nach dem Tod von König Ludwig XVIII. folgte ihm sein Bruder Karl X. auf den Thron. Obwohl eingeladen, verzichtete Aimée Davout auf die Ehre, an den Krönungsfeierlichkeiten in der Kathedrale von Reims teilzunehmen. Sie blieb damit ihrer Abneigung gegen das höfische Leben treu.
Viele Jahre später kam es nochmals zu einer Begegnung mit der Familie Bonaparte. Im Jahr 1856 heiratete Aimée Davouts Enkel, Louis de Cambacérès, eine Großnichte Napoleons, Bathilde Aloïse Léonie Bonaparte. Die junge Frau verstarb schon im Alter von 20 Jahren und hinterließ zwei Kinder.
Aimée Davout starb am 16. Dezember 1868 im Alter von 86 Jahren in ihrem Haus in Paris. Das Grab von Louis-Nicolas und Aimée Davout und ihrer Tochter Antoinette Joséphine befindet sich auf dem Friedhof Père-Lachaise in der Division 28.
Die jüngste Tochter Adélaïde-Louise d’Eckmühl de Blocqueville gab 1879 eine Biografie und die Briefe ihres Vaters heraus und unterstützte testamentarisch den Bau des Phare d’Eckmühl.

## Nachkommen
Aimée und Louis-Nicolas Davout hatten acht Kinder, von denen vier in früher Kindheit starben.
- Paul (* August 1802; † August 1803)
- Joséphine (* Mai 1804; † Juni 1805)
- Antoinette Joséphine (* August 1805; † 1821, ⚭ 1820 Achille Félix-Vigier)
- Adèle Napoleone (* Juni 1807; † 21. Januar 1885, ⚭ 1827 Etienne Armand Napoleon de Cambacérès)
- Napoleon (* Februar 1809; † Juni 1810)
- Louis Napoleon (* 6. Januar 1811; † 13. Juni 1853, 2. Herzog von Auerstedt, 2. Fürst von Eckmühl)
- Jules (* Dezember 1812; † 1813)
- Adélaïde-Louise (* 1815; † 1892, Schriftstellerin, Herausgeberin der Briefe ihres Vaters. ⚭ 17. August 1835 François-Edmond de Couliboeuf, Marquis de Blocqueville)